# Julio Alonso Ortega
Julio Alonso Ortega (Las Palmas de Gran Canaria, 23 dicembre 2000) è un velista spagnolo.
Alonso è un campione del mondo specializzato nella vela in doppio. Ha gareggiato per gran parte della sua carriera sportiva per il Real Club Náutico de Gran Canaria, dove si allena sotto la guida degli allenatori Aarón Sarmiento e del due volte campione olimpico Luis Doreste.

## Istruzione
Fuori dalla vela, Alonso ha continuato gli studi superiori nel Regno Unito. Si è laureato con un Bachelor of Science in Business Management, conseguendo la lode di First-Class Honours, presso la Lancaster University. Successivamente, ha completato un master in Political Economy of Emerging Markets al King's College London e un secondo master in International Business presso l'Universidad del Atlántico Medio, con il sostegno di una borsa di studio di PROEXCA.

## Carriera
Alonso ha iniziato a navigare all'età di dieci anni nella classe Optimist a Mogán, unendosi in seguito al Real Club Náutico de Gran Canaria, dove continua a competere.
Nella classe 420, Alonso ha ottenuto notevoli successi. Vinse tre Campionati spagnoli di vela e si assicurò un secondo posto insieme a Luis Doreste, figlio dello stimato marinaio Luis Doreste e nipote di Manuel Doreste, Gustavo Doreste e José Luis Doreste, tutti personaggi di spicco nella storia della vela spagnola. In questo periodo ha partecipato anche a vari Campionati Europei e Mondiali, maturando una preziosa esperienza internazionale.
Un momento culminante del suo periodo nella classe 420 è stata la vittoria del campionato mondiale nella categoria corse a squadre. Questo risultato gli è valso un riconoscimento significativo nella sua città natale, dove ha eseguito il calcio d'inizio onorario in una partita di calcio tra UD Las Palmas e Real Madrid CF all'Stadio di Gran Canaria.
Passando alla classe 29er, Alonso si è assicurato una medaglia d'oro al Campionato Spagnolo Assoluto 29er e una medaglia d'oro under 19 al Campionato Spagnolo. Questi successi lo hanno qualificato per rappresentare la Spagna al Campionato mondiale di vela giovanile del 2018, che si è tenuto a Corpus Christi, in Texas, dove si è classificato decimo nella classifica generale.
Nello stesso anno, Alonso ha firmato con la Spanish Impulse by IBEROSTAR, un team ufficialmente formato per rappresentare la Spagna alla Red Bull Youth America's Cup che si è tenuta alle Bermuda. Durante questo periodo, ha anche rappresentato la Spagna alla Red Bull Foiling Generation World Final a Miami, gareggiando su catamarani Flying Phantom e mostrando la sua adattabilità in tutte le discipline veliche ad alte prestazioni.
Attualmente, Alonso collabora con María Bover con l'obiettivo di rappresentare la Spagna nella classe mista 470 alle Olimpiadi. Ad oggi hanno ottenuto il quarto posto nella categoria under 24 al Campionato Mondiale di Vela 470 e il quinto posto nella categoria under 24 al Campionato Europeo di Vela 470.